# Estación Atlántida
Estación Atlántida és un nucli de població de l'Uruguai ubicat al sud-est del departament de Canelones. És un suburbi del balneari d'Atlántida i es troba sobre la ruta 11, 3 quilòmetres al nord de l'encreuament amb la Ruta Interbalneària. L'autovia que connecta Montevideo amb la ciutat de Rocha, a l'est, passa per aquesta població.

## Població
Segons les dades del cens de l'any 2004, Estación Atlántida tenia 2.358 habitants.
| Any  | Població |
| ---- | -------- |
| 1963 | 1.659    |
| 1975 | 1.843    |
| 1985 | 2.007    |
| 1996 | 2.297    |
| 2004 | 2.358    |
| 2011 | 2.274    |

Font: Institut Nacional d'Estadística de l'Uruguai